# Amelia Podetti
Amelia Podetti (née le 12 octobre 1928 à Villa Mercedes (San Luís), morte le 27 mars 1979 à Buenos Aires), de nationalité argentine, était une écrivaine et une professeure de philosophie. Elle lia ses travaux universitaires sur la philosophie allemande, en particulier la phénoménologie, avec un engagement militant péroniste.

## Biographie
Fille du juriste Jorge Ramiro Podetti et de l'avocate Amelia Lezcano, elle soutient en 1956 une thèse en philosophie sur Husserl à l'Université de Buenos Aires (UBA); en revanche, elle n'acheva jamais sa thèse doctorale sur la Critique de la Raison pure, effectuée sous la direction de Eugenio Pucciarelli. Elle continua par la suite à travailler sur la philosophie allemande, étudiant à Paris, avec comme professeurs Jean Wahl, Paul Ricœur, Ferdinand Alquié et Henri Gouhier.
De 1963 à sa mort en 1979, elle fut enseignante-chercheuse à la UBA, ainsi qu'à l'Université del Salvador et à l'Université nationale de La Plata, donnant des cours d'introduction à la philosophie, d'histoire de la philosophie moderne, de gnoséologie et de philosophie de l'histoire. Elle travaille notamment sur la phénoménologie et écrit un livre sur Claude Lévi-Strauss. 
Elle adhéra au Parti justicialiste (péroniste) en 1954. Membre de la Guardia de Hierro, une organisation de la Jeunesse péroniste, elle ressuscita en 1973 la revue Hechos e Ideas, qui n'avait pas parue depuis 1955. Son activité politique l'incita à écrire de nombreux essais, visant à ramener les auteurs exclus de l'Université par la « Révolution libératrice » de 1955 (en réalité un putsch catholique-nationaliste) au sein du débat universitaire, contribuant ainsi à faire évoluer le milieu estudiantin d'un anti-péronisme affirmé vers le soutien au général Juan Perón et l'activisme au sein des Jeunesses péronistes. Deux articles de Podetti, Ciencia y Política et La comunidad disociada y sus filósofos, suscitèrent un débat intense. Le premier critiquait quelques présupposés du positivisme, alors l'un des courants influents, avec le marxisme, dans le monde universitaire, tandis que le second, qui portait en épigraphe une citation de La comunidad organizada de Perón, attirait l'attention sur les liens entre Marx et Hobbes. Par ailleurs, Amelia Podetti fonda et dirigea l'Instituto Ramón Carrillo, qui participa à la bataille intellectuelle pour le retour de Perón.
À la mort du général Juan Perón, le 1er juillet 1974, la revue Hechos e Ideas publia un double numéro en son hommage, rassemblant de nombreux discours du général, avec une sorte de poème mystique encensant Perón. Podetti fut ensuite nommée, en 1975, directrice nationale de la Culture, et créé le prix Consécration nationale, qui existe encore, et qui a été accordé, entre autres, à Leonardo Castellani, Yolanda Ortiz, Ernesto Sábato et Héctor Tizón. Dans les dernières années de sa vie, elle travailla sur l'histoire de l'Amérique et sur l'utopie de Vasco de Quiroga, ce qui donna la publication posthume de La irrupción de América en la historia (1981).
Après sa mort, la revue Hechos e Ideas se tourne de plus en plus vers le catholicisme, avec des écrits de l'archévêque Antonio Quarracino, de Carlos Ferré, ou des citations de Jean-Paul II.

## Source principale
- Biografía de Amelia Podetti et extrait de son article La comunidad disociada y sus filósofos, in Agenda de Reflexión, Nº 168, « Hegel y Perón… », 27 mars 2004 (le contenu de cette revue est sous copyleft: voir présentation)